# Медаль «За отличие в службе в органах наркоконтроля»
Медаль «За отли́чие в слу́жбе в о́рганах наркоконтро́ля» — ведомственная медаль Федеральной службы по контролю за оборотом наркотиков России, учреждённая приказом ФСКН России № 203 от 28 июня 2005 года.

## Правила награждения
Медаль «За отличие в службе в органах наркоконтроля» состоит из трёх степеней. Высшей степенью является I степень. Награждение производится последовательно: III степенью, II степенью и I степенью.
Согласно Положению медалью «За отличие в службе в органах наркоконтроля» I, II и III степени награждаются сотрудники органов наркоконтроля за образцовое выполнение служебного долга и достигнутые при этом высокие результаты в служебной деятельности, проявившие инициативу, целеустремленность и настойчивость в решении конкретных задач.
«Награждение медалью III степени производится, как правило, через год после награждения Почетной грамотой Федеральной службы Российской Федерации по контролю за оборотом наркотиков.Награждение медалью II степени производится, как правило, через 2 года после награждения медалью III степени.Награждение медалью I степени производится, как правило, через 3 года после награждения медалью II степени.В исключительных случаях, за особые заслуги, по решению директора ФСКН России сотрудники органов наркоконтроля могут награждаться медалями III, II, I степени без учета сроков, установленных в абзацах втором, третьем, четвертом настоящего пункта.».

## Правила ношения
Медаль носится на левой стороне груди и располагается после государственных наград Российской Федерации и СССР.

## Описание медали
Медаль «За отличие в службе в органах наркоконтроля» I, II и III степени изготавливается из металла золотистого цвета (I степень), из металла серебристого цвета (II степень), из металла бронзового цвета (III степень), имеет форму круга диаметром 32 мм с выпуклым бортиком с обеих сторон. На лицевой стороне медали в центральной части — рельефное изображение эмблемы ФСКН России. На оборотной стороне медали в центральной части — рельефная надпись в две строки «За отличие», окружённая венком из дубовых ветвей.
Медаль при помощи ушка и кольца соединяется с пятиугольной колодкой, обтянутой шёлковой муаровой лентой василькового цвета с боковыми полосками вишнёвого цвета вдоль краев. В центре ленты, в зависимости от степени медали расположены полосы: одна — золотистого цвета — I степень; две — серебристого цвета — II степень; три — бронзового цвета — III степень. Ширина полос 2 мм, расстояние между полосами 1 мм. Ширина ленты 24 мм, ширина боковых полосок 3 мм.